# Rollergirl
Nicole Safft (née le 19 novembre 1975 à Lünen), connue sous le pseudonyme de Rollergirl, est une chanteuse allemande dont le premier single est sorti en 1999.

## Discographie
- 1999 : Dear Jessie
- 1999 : Luv You More
- 2000 : Eternal flame
- 2000 : Superstar
- 2000 : You Make Me Feel Like Dancing
- 2001 : Close To You
- 2001 : If You Should
- 2002 : Geisha Dreams

## Vidéographie

### Clips
- 2000 : Superstar, tiré de Superstar, dirigé par Patric Ullaeus
- 2001 : Close To You, tiré de Close To You, dirigé par Patric Ullaeus
- 2002 : Geisha Dreams, tiré de Geisha Dreams, dirigé par Patric Ullaeus